# Vincenc Kermolj
Vincenc Kermolj, slovenski politik, urednik in publicist, * 24. julij 1870, Sveto, † 10. februar 1940, Trst.

## Življenje in delo
V Trstu se je izučil za peka. Z bratom Alojzom sta se odločila za politično delovanje in se pridružila socialističnemu gibanju. Leta 1897 sta bila oba izvoljena v izvršni odbor Delavsko izobraževalno društva v Trstu.
Vincenc Kermolj je bil eden izmed pomembnejših politikov Jugoslovanske socialnodemokratske stranke v Trstu. Leta 1907 je na Goriškem kandidiral v avstrijski državni zbor. V letih, ko je v Trstu izhajal list Rdeči prapor je deloval v njegovem uredništvu, bil je tudi odgovorni urednik dvojezičnega dalmatinskega lista Il Socialista (1903-1904), sindikalnega dvojezičnega glasila International (1906-1915), katerega so v Trstu izdajali pekovski delavci in Delavskega lista (1908-1909). Po 1. svetovni vojni je nadaljeval delo v socialistični stranki. V Gorici je vodil zadrugo pekovskih delavcev, v Istri pa leta 1921 kandidiral na volitvah za rimski parlament. Do smrti je  publicistično deloval v slovenskem in italijanskem socialističnem tisku. 